# JUnit
JUnit ist ein Framework zum Testen von Java-Programmen, das besonders für automatisierte Unit-Tests einzelner Units (Klassen oder Methoden) geeignet ist. Anfänglich wurde JUnit von Erich Gamma und Kent Beck entwickelt. Es basiert auf Konzepten, die ursprünglich unter dem Namen SUnit für Smalltalk entwickelt wurden.
Mittlerweile existieren JUnit-ähnliche Frameworks auch für viele andere Programmiersprachen. Oft werden diese Programme unter dem Namen xUnit zusammengefasst.

## Funktionsweise
Ein JUnit-Test kennt nur zwei Ergebnisse: Entweder der Test gelingt (dann ist er „grün“) oder er misslingt (dann ist er „rot“). Das Misslingen kann als Ursache einen Fehler (Error) oder ein falsches Ergebnis (Failure) haben, die beide per Exception signalisiert werden. Der Unterschied zwischen den beiden Begriffen liegt darin, dass Failures erwartet werden, während Errors eher unerwartet auftreten. Technisch werden Failures mittels einer speziellen Exception namens AssertionFailedError signalisiert, während alle übrigen Exceptions vom JUnit-Framework als Error interpretiert werden.

## JUnit im Softwareentwicklungsprozess
JUnit ist ein wichtiges Hilfsmittel im Extreme Programming und unterstützt in diesem Zusammenhang die Idee des Extreme Testing.

### Vorgehensweise
Dabei schreibt ein Programmierer zuerst einen automatisch wiederholbaren (JUnit-)Test und dann den zu testenden Code. Der Test ist selbst ein Stück Software und wird ebenso wie der zu testende Code programmiert. Wenn zu einem späteren Zeitpunkt ein anderer Programmierer den so entstandenen Code ändern möchte, so ruft er zuerst alle JUnit-Tests auf, um sich zu vergewissern, dass der Code vor seiner Änderung fehlerfrei ist. Dann führt er die Änderung durch und ruft die JUnit-Tests erneut auf. Misslingen diese, so weiß er, dass er selbst einen Fehler eingebaut hat, und muss ihn korrigieren. Dieser Zyklus wiederholt sich solange, bis alle JUnit-Tests wieder fehlerfrei durchlaufen.
Dieses Verfahren wird auch „testgetriebene Entwicklung“ (englisch test-driven software development) genannt und zählt zu den agilen Methoden. Die Idee dabei ist, fehlerarmen Code zu erzeugen, indem nichts implementiert wird, was nicht auch getestet wird. Werden Testfälle erst nach dem Code entwickelt, so ist die Wahrscheinlichkeit höher, wichtige Testfälle zu übersehen.

## Beispiel einer JUnit Testklasse
JUnit Testcases werden als Methoden in Klassen deklariert. Für die Initialisierung oder Erstellung von Testdaten können Methoden definiert werden, die vor oder nach Testcases ausgeführt werden.
```
import
 
org.junit.jupiter.api.*
;

class
 
Testklasse
 
{

    
@BeforeAll

    
static
 
void
 
setUpKlasse
()
 
throws
 
Exception
 
{

        
// Code, der einmalig vor Ausführung des ersten Testcase ausgeführt wird

    
}

    
@BeforeEach

    
void
 
setUp
()
 
throws
 
Exception
 
{

        
// Code, der vor jedem Testcase ausgeführt wird

    
}

 

    
@Test

    
void
 
einTestcase
()
 
{

        
// Code, der einen Testcase abbildet

    
}

    
@Test

    
void
 
weitererTestcase
()
 
{

        
// Code, der einen weiteren Testcase abbildet

    
}

    
@AfterEach

    
void
 
tearDown
()
 
throws
 
Exception
 
{

        
// Code, der nach jedem Testcase ausgeführt wird

    
}

 

    
@AfterAll

    
static
 
void
 
tearDownKlasse
()
 
throws
 
Exception
 
{

        
// Code, der nach Ausführung des letzten Testcases ausgeführt wird

    
}

}

```

## JUnit-Erweiterungen
Eine Implementierung von JUnit für Jakarta EE ist Cactus (ehemals J2EEUnit) aus dem Jakarta-Projekt. Seit Java EE 5 haben sich sogenannte Out-of-container-Frameworks (zum Beispiel EJB3Unit) etabliert, die eine Ausführung von Tests außerhalb des Containers erlauben.
Erweiterungen zu JUnit erweitern JUnit für den Einsatz in bestimmten Bereichen (beispielsweise HTTPUnit für Webentwicklung, DBUnit für Datenbankentwicklung). Darüber hinaus gibt es noch Plugins für Entwicklungsumgebungen, die den Einsatz von JUnit innerhalb der Entwicklungsumgebung ermöglichen beziehungsweise erweitern (beispielsweise Infinitest für kontinuierliches Testen oder DJUnit für Berechnung der Code-Abdeckung, englisch Code Coverage, der Tests).

## Versionsgeschichte
JUnit 5
JUnit setzt sich nun aus mehreren verschiedenen Modulen aus drei verschiedenen Unterprojekten zusammen.
JUnit 5 = JUnit Platform + JUnit Jupiter + JUnit Vintage
JUnit 4.0
In dieser Version wurde die Package-Struktur verändert. Alle Klassen finden sich nun in org.junit.*. Die Klassen aus Version 3.x sind ebenfalls enthalten, sie sind weiterhin unter junit.framework.* zu finden.
JUnit 4.5Support für das  assertThat assert statement mit Hilfe des Hamcrest frameworks.
JUnit 4.8Tests können nun mit Kategorien markiert werden. Dadurch ist es möglich, nur Tests einer bestimmten Kategorie auszuführen.
JUnit 4.9ClassRule Annotation zur Definition von Regeln für Unit-Test-Klassen.
JUnit 4.10RuleChain zur Anordnung von Regeln, TemporaryFolder zur Anlage und Verwendung temporärer Dateien und Verzeichnisse.
JUnit 4.11FixMethodOrder zur sortierten Ausführung der Testmethoden.